# Parsaoran Nainggolan
Parsaoran Nainggolan is een bestuurslaag in het regentschap Tapanuli Utara van de provincie Noord-Sumatra, Indonesië. Parsaoran Nainggolan telt 629 inwoners (volkstelling 2010).